# Szalay Dániel
Szalay Dániel (Budapest, 1982. május 25. –) újságíró, podcaster, a Media1 híroldal alapító tulajdonosa, főszerkesztője és a Media1 rádióműsor műsorvezetője.

## Újságírói tevékenysége
Újságírói pályafutását az 1990-es évek közepén kezdte. Pályája során olyan médiumoknak dolgozott, mint például az Internet Kalauz, a Prim Online, a Népszabadság, a Figyelő, az RTL Klub és az rtl.hu, az MTV Infogeneráció 2.0, a Magyar Rádió (Petőfi Rádió és Kossuth Rádió, radio.hu), a Klubrádió, a Marketing&Média, a Médiapiac, Computerworld. 2015 és 2018 között a 24.hu Média rovatának volt a szerkesztője, távozását követően hozta létre független híroldalát Media1.hu címen, majd 2020 januárjában rádióműsort is indított hasonló névvel.
2009-ben Magyarországon elsők között indított máig működő beszélő podcastot vipcast néven.
2020. október 8-án megkapta a bezárt Népszabadság szerkesztőségi kollektívájától a Népszabadság Újságíró díjat.
Újságírói tevékenységei mellett 2020-tól a Budapesti Metropolitan Egyetemen (METU) médiához kapcsolódó tárgyakat oktatott, majd 2023 őszén, az egyetemen történt tömegesen távozások idején, a távozókhoz csatlakozva hagyta ott az intézményt.